# Sa Domu ’e s’Orku (Sarroch)
Die Nuraghe Sa Domu ’e s’Orku steht auf einem meernahen Hügel südöstlich von Sarroch in der Metropolitanstadt Cagliari auf Sardinien. Der auf der Insel häufiger anzutreffende Name bezeichnet dort unterschiedliche Monumentarten. Er existiert in verschiedenen Schreibweisen und bedeutet „Haus des Orku“, eines mythischen Menschenfressers.
Die aus großen unregelmäßigen Blöcken erbaute (somit) archaische Nuraghe besteht aus zwei Türmen, die über einen leicht trapezoiden Innenhof, der vom Haupteingang aus zugänglich ist, erschlossen werden. Die beiden runden Kammern der Türme, in der sehr seltenen Form ohne Nischen und Treppe, werden jeweils von einer schlanken exzentrisch gelegenen Tholos überwölbt. Der ältere ist der Turm auf der rechten Seite des Eingangs, während der Turm auf der linken und der Innenhof später hinzugefügt wurde.

Sa Domu ’e s’Orku
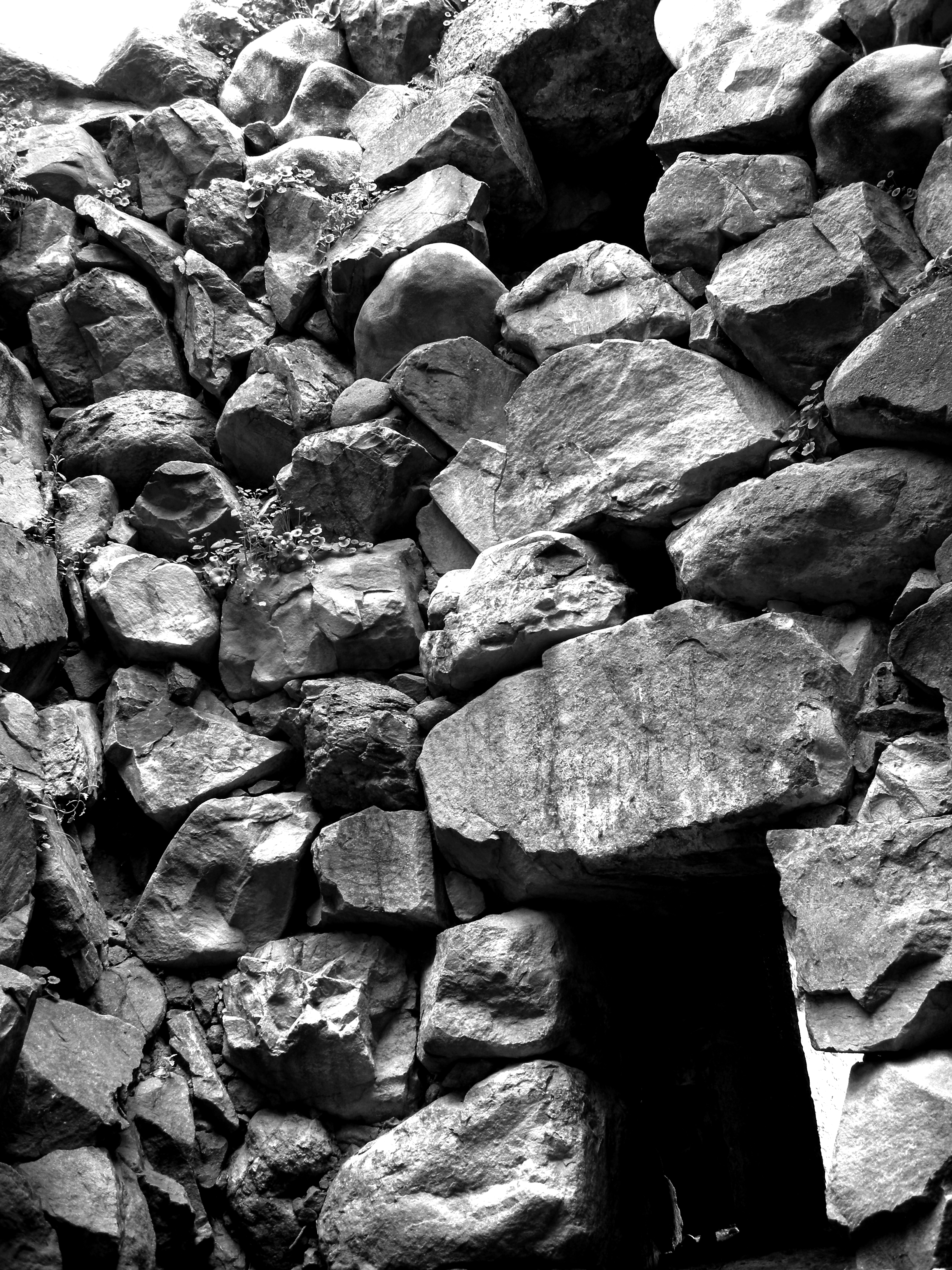
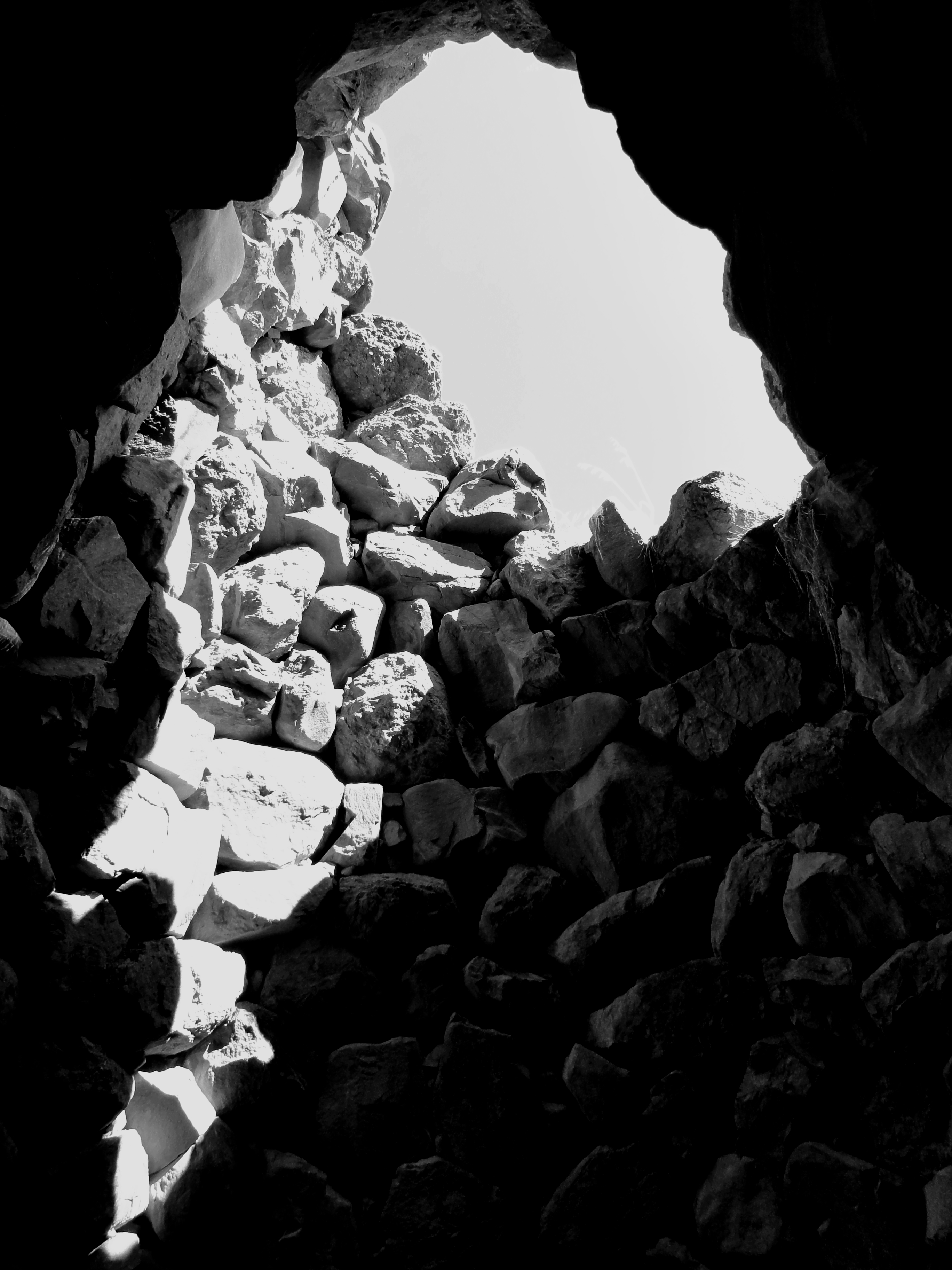
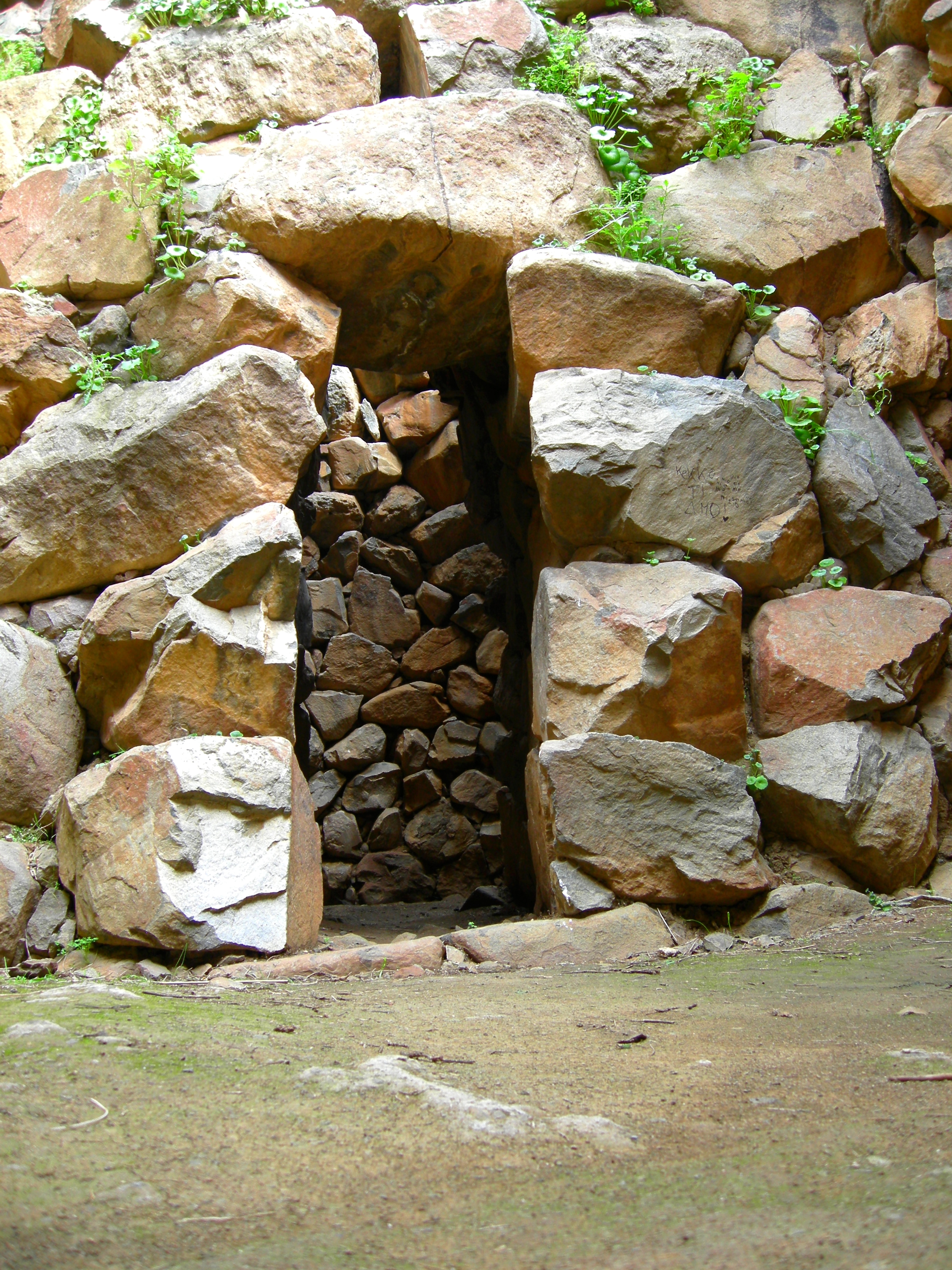
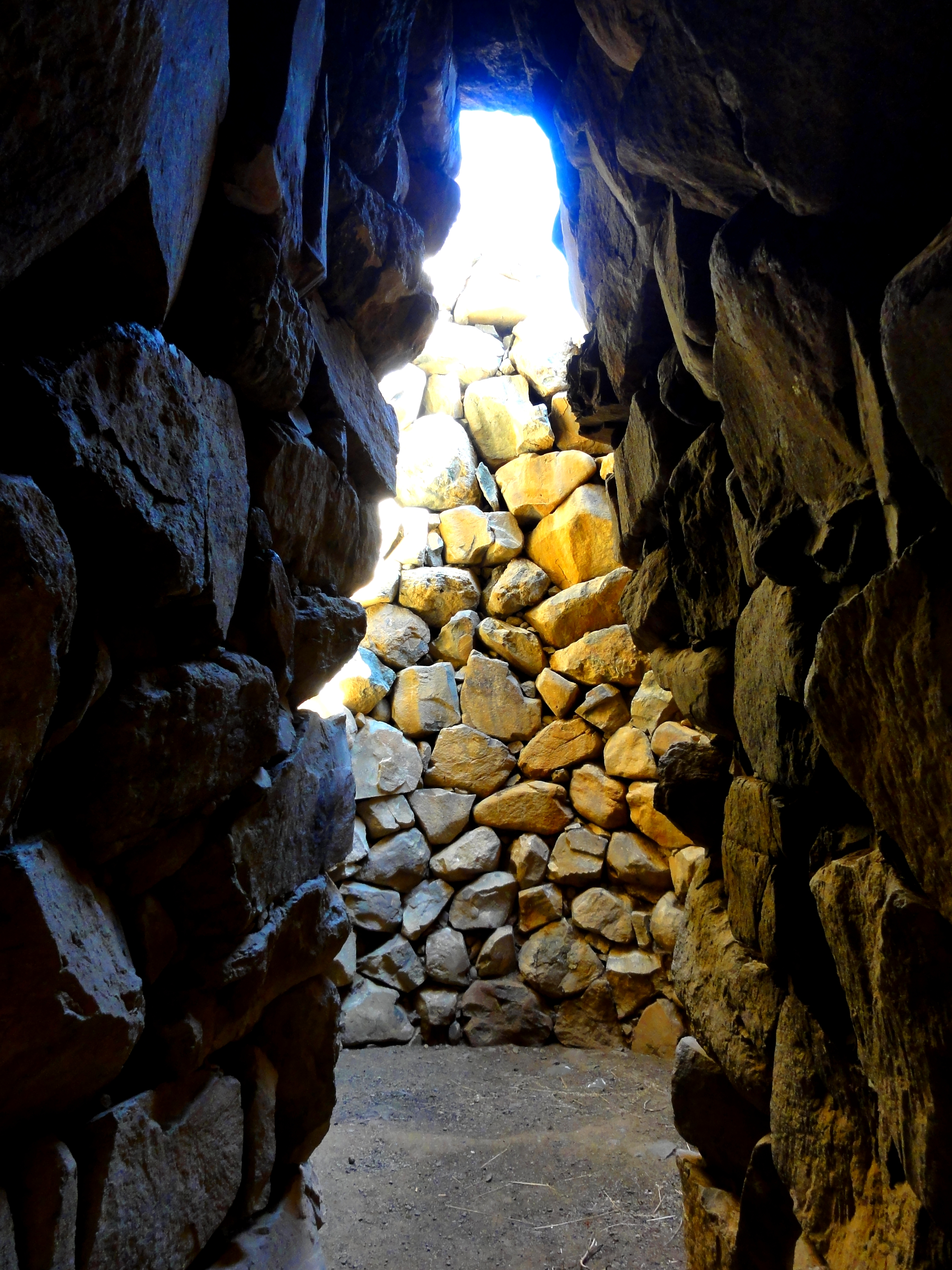

Das Denkmal wurde im Jahre 1926 und in den 1980er Jahren ausgegraben. Unter anderem wurden Fragmente mykenischer Keramik der griechischen Spätbronzezeit gefunden, die belegen, dass das Gebiet vom Handel mit der Ägäis und dem östlichen Mittelmeerraum direkt oder indirekt betroffen war.